# Antoine Ebinger
Antoine Ebinger (* 14. Oktober 1976) ist ein Spieler im Kader der Handballmannschaft vom BSV Bern Muri und der Schweizer Handballnationalmannschaft. Der 188 cm große und 92 kg schwere Torhüter wechselte im Sommer 2007 von St. Otmar St. Gallen zum BSV Bern Muri. Er bestritt außerdem bereits 156 Länderspiele. Im Sommer 2008 erklärte Ebinger seinen Rücktritt aus der Schweizer Handballnationalmannschaft, jedoch kehrte er im November 2008 nochmals für zwei Spiele zurück.

## Klubs
- 1990–1997 GG Bern
- 1997–1999 Wacker Thun
- 1999–2007 TSV St. Otmar St. Gallen
- ab 2007 BSV Bern Muri

## Erfolge
- 2 Mal Cupsieger (2000 und 2001)
- 1 Mal Schweizermeister (2001)